# Volley Bergamo 1991
Il Volley Bergamo 1991 è una società pallavolistica femminile italiana con sede a Bergamo: milita nel campionato di Serie A1.

## Storia
Il Volley Bergamo 1991 viene fondato nel 2021 da una ventina di soci, coordinati da Andrea Veneziani, Paolo Bolis e Stefano Rovetta con l'obiettivo di mantenere a Bergamo la pallavolo femminile di alto livello dopo la decisione della famiglia Foppa Pedretti di concludere l'esperienza del Bergamo; proprio da quest'ultimo eredita il titolo sportivo e con esso la possibilità di esordire direttamente in Serie A1 nella stagione 2021-22. Nella stagione 2022-23 si qualifica per la prima volta alla Coppa Italia, venendo poi eliminato in semifinale, e ai play-off scudetto, eliminato ai quarti di finale.

## Rosa 2025-2026
| N° | Nome               | Ruolo | Data di nascita   | Nazionalità sportiva |
| -- | ------------------ | ----- | ----------------- | -------------------- |
| 1  | Roberta Carraro    | P     | 17 novembre 1998  | Italia               |
| 2  | Chidera Eze        | P     | 2 settembre 2003  | Italia               |
| 3  | Alessia Bolzonetti | S     | 15 febbraio 2002  | Italia               |
| 5  | Kendall Kipp       | O     | 12 dicembre 2000  | Stati Uniti          |
| 6  | Federica Ferrario  | L     | 31 maggio 2001    | Italia               |
| 7  | Jennifer Mosser    | S     | 10 ottobre 1998   | Stati Uniti          |
| 8  | Monique Strubbe    | C     | 7 luglio 2001     | Germania             |
| 9  | Aurora Micheletti  | C     | 27 aprile 2005    | Italia               |
| 10 | Martina Armini     | L     | 19 settembre 2002 | Italia               |
| 13 | Emilia Weske       | O     | 26 marzo 2001     | Germania             |
| 15 | Linda Manfredini   | C     | 14 maggio 2006    | Italia               |
| 16 | Michaela Mlejnková | S     | 26 luglio 1996    | Rep. Ceca            |
| 17 | Denise Meli        | C     | 9 aprile 2001     | Italia               |
| 26 | Ailama Cesé        | S     | 29 ottobre 2000   | Cuba                 |